# هوفنسا
هوفنسا (بالإنجليزية: Hovensa)‏ هي مصفاة نفط تقع في جزيرة سانت كروا إحدى جزر العذراء الأمريكية. وهي مشروع مشترك بين شركة هيس وبتروليوس دي فنزويلا، اعتباراً من 2010 بلغ انتاجها اليومي 500,000 برميل وهي واحدة من أكبر عشرة مصافي نفط في العالم.